# مالر (فیلم)
مالر (انگلیسی: Mahler) فیلمی در ژانر زندگینامه‌ای به کارگردانی کن راسل است که در سال ۱۹۷۴ منتشر شده است. از بازیگران آن می‌توان به رابرت پاول، رانلد پیکاپ، دانا گیلیسپی و الیور رید اشاره کرد.

## خلاصه داستان
فیلم دربارهٔ آهنگساز بیمار «گوستاو مالر» و همسرش «آلما» و برخورد آنها با عشق در حال مرگشان است…